# Amaea nebulodermata
Amaea nebulodermata is een slakkensoort uit de familie van de Epitoniidae. De wetenschappelijke naam van de soort is voor het eerst geldig gepubliceerd in 1972 door Azuma.